# Афро-гаянці
Афро-гаянці — особи, які, як правило, походять від невільників, привезених до Гаяни в епоху атлантичної работоргівлі з узбережжя Західної Африки для роботи на цукрових плантаціях. Вихідці з різних верств населення та тривалі умови, які серйозно обмежували їхню здатність зберігати свої культурні традиції, сприяли прийняттю християнства та цінностей британських колоністів.

## Історія

### Рабство
Голландська Вест-Індська компанія звернулася до імпорту африканських рабів, які швидко стали ключовим елементом колоніальної економіки. До 1660-х років рабське населення становило близько 2500 осіб; кількість корінного населення оцінювалася в 50 000, більшість з яких відійшли у великі внутрішні райони країни. Хоча африканські раби вважалися важливим елементом колоніальної економіки, умови їх праці були жорстокими. Рівень смертності був високим, а жахливі умови призвели до більш ніж пів дюжини повстань рабів. Для голландського ринку раби виробляли каву, цукор і бавовну.
Найвідоміше повстання рабів, Бербіське повстання рабів, почалося в лютому 1763 року. На двох плантаціях на річці Канье в Бербісі раби повстали, захопивши контроль над регіоном. У міру того, як плантація за плантацією потрапляли під владу рабів, європейське населення тікало; врешті-решт залишилася лише половина білих, які жили в колонії. Африканські борці за свободу на чолі з Каффі (нині національним героєм Гаяни) створили військо чисельністю близько 3000 осіб і загрожували європейському контролю над Гвіанами. За допомогою військ із сусідніх французьких і британських колоній та Європи борці за свободу були розгромлені.
Колоніальне життя докорінно змінилося через зникнення рабства. Попри те, що в 1807 році в Британській імперії була скасована міжнародна работоргівля, саме рабство продовжувало діяти у формі «учнівства». Під час того, що відомо як Демерарське повстання 1823 року проти своїх господарів повстали 10–13 000 рабів у Демерара-Ессекібо. Попри те, що повстання було легко придушене, імпульс для скасування залишився, і до 1838 року було здійснено повне звільнення.
Система учнівства була створена для створення буферного періоду для власників плантацій; утримувати колишніх рабів як робочу силу, але забезпечуючи оплату.

### Емансипація
Попри те, що після звільнення попит на плантаційну працю все ще існував, умови праці не були кращими. Тому колишні раби були менш схильні працювати в плантаційній системі, віддаючи перевагу самозабезпеченню або кваліфікованій роботі. Деякі колишні раби переїжджали до міст і сіл, відчуваючи, що польова праця принизлива і несумісна зі свободою, а інші об'єднували свої ресурси для купівлі покинутих маєтків своїх колишніх господарів і створювали сільські громади. Створення невеликих поселень надало новим афро-гаянським громадам можливість вирощувати та продавати їжу, що стало продовженням практики, за якої рабам дозволялося залишати собі гроші, отримані від продажу надлишків продукції. Поява незалежного афро-гаянського селянського класу, однак, загрожувала політичній владі плантаторів, оскільки плантатори більше не мали монополії на економічну діяльність колонії.
Емансипація також призвела до появи нових етнічних і культурних груп у Британській Гвіані, таких як китайські та португальські наймані робітники, які після завершення своїх контрактів стали конкурентами нового афро-гаянського середнього класу. Найбільша група найнятих робітників походила з Індії, і згодом вона перетворилася на успішний і конкурентоспроможний клас. На відміну від майбутніх груп іммігрантів, колишні раби не отримували землі або пропуску до своєї рідної країни, і це, на додаток до іншого поводження на основі раси та фаворитизму, створювало напругу між етнічними групами.

### XX століття
До початку XX століття більшість міського населення країни становили афро-гаянці. Багато афрогаянців, які жили в селах, у пошуках роботи мігрували до міст. До 1930-х років афро-гаянці, особливо особи змішаного походження, становили основну частину небілого професійного класу. У 1930-х роках, коли індо-гаянці почали входити у середній клас у великих кількостях, вони почали конкурувати з афро-гаянцями за професійні посади.

## Культура
Афро-гаянці в основному походять від аканів із Гани в Західній Африці. Існує багато культурних доказів, які підтверджують це. Кофі, національний афро-гаянський герой, є аканцем із Гани, так само як і Кваміна Ґладстон. Багато афро-гаянських страв, які їдять у Гаяні, походять із Гани. Приклади: Фу-Фу (тві: фуфу (Гана)), метемгі (тві: метем = подорожник або банани; gye = радіти (радіти бананам)), ку-ку (тві: нкуку) та рис для приготування їжі (відомий як ваак'є в Гані). Під впливом цієї культури також може перебувати щавель (Зобо/Соболо).
Такий високий вплив культури Гани на афро-гаянців міг бути пов'язаний з тим, що історично голландці встановили багаті зв'язки з імперією Ашанті. Важливо також відзначити, що ндуйка (аукан), які населяють західну частину сусіднього Суринаму, також пов'язані з ауканами. Це може бути пов'язано з близьким між ними кордоном.
Популярним елементом афро-гаянської культури є кве-кве. Кве-Кве — це передвесільний танець західноафриканського походження, який виконується перед весіллям і є унікальним для афро-гаянців. Це танець із сильним західноафриканським впливом, який також об'єднує 2 родини з друзями.
Рабство мало руйнівний вплив на сімейну та соціальну структуру, оскільки окремі члени сім'ї купувалися та продавалися без особливої уваги до спорідненості чи родичів. Шлюб для рабів юридично не визнавався, і навіть після емансипації весілля та законні шлюби були непомірно дорогими. Склад домогосподарств різний і може бути матріархальним або нуклеарним.
Хоча найбільша кількість афро-гаянців є християнами, є також послідовники обіа, народної релігіх африканського походження, яка охоплює вірування та практики всіх груп іммігрантів.
Афро-гаянці складають значну частину робочої сили державного сектора. Афро-гаянці стикаються з проблемами залучення приватного сектору, наприклад, доступу до фінансування. У політиці афро-гаянці складають значну частину виборців партії «Партнерство за національну єдність».
У 2017 році група експертів ООН визначила, що афро-гаянці стикаються з дискримінацією в правоохоронних органах, працевлаштуванні та освіті.

## Цитати
- . Washington, D.C. ISBN 0-8444-0778-X. {{cite encyclopedia}}: Пропущений або порожній |title= (довідка)